# Évangiles du couronnement (British Library)
Pour les articles homonymes, voir Évangiles du couronnement.
Les Évangiles du couronnement ou Évangiles d'Æthelstan est un manuscrit enluminé produit en Europe continentale à la fin du IXe siècle ou au début du Xe siècle. Cette copie des quatre Évangiles en latin est conservée à la British Library de Londres sous la cote MS. Cotton Tiberius A II.

## Histoire
Le manuscrit arrive en Angleterre au début du Xe siècle. Les inscriptions qu'il contient suggèrent qu'il s'agit d'un cadeau de l'empereur germanique Otton le Grand à son beau-frère le roi anglais Æthelstan. Ce dernier offre à son tour l'évangéliaire à la communauté monastique de Christ Church, à Cantorbéry.
Le bibliophile Robert Cotton (mort en 1631) acquiert le manuscrit et l'intègre à sa vaste collection de livres et documents anciens. Cette bibliothèque Cotton est léguée à la Couronne par son petit-fils et fait partie des collections fondatrices du British Museum en 1753.